# Kim Chann-yeong
Kim Chann-yeong (kor. 김찬녕 ;ur. 17 stycznia 1997) – południowokoreański judoka. 
Uczestnik mistrzostw świata w 2021 i 2025, a także zdobył medal w drużynie. Startował w Pucharze Świata w 2017 i 2019. Zajął siódme miejsce na mistrzostwach Azji w 2016. Trzeci na MŚ juniorów w 2015 roku.